# ブリッジポート (カリフォルニア州)
ブリッジポート（英: Bridgeport）は、アメリカ合衆国カリフォルニア州の国勢調査指定地域（CDP）。モノ郡の郡庁所在地である。人口は575人（2010年）。ブリッジポート・バレーの中央、標高1970メートルの位置にあり、アメリカ国道395号線とカリフォルニア州道182号線が交差する所にある。

## 地理

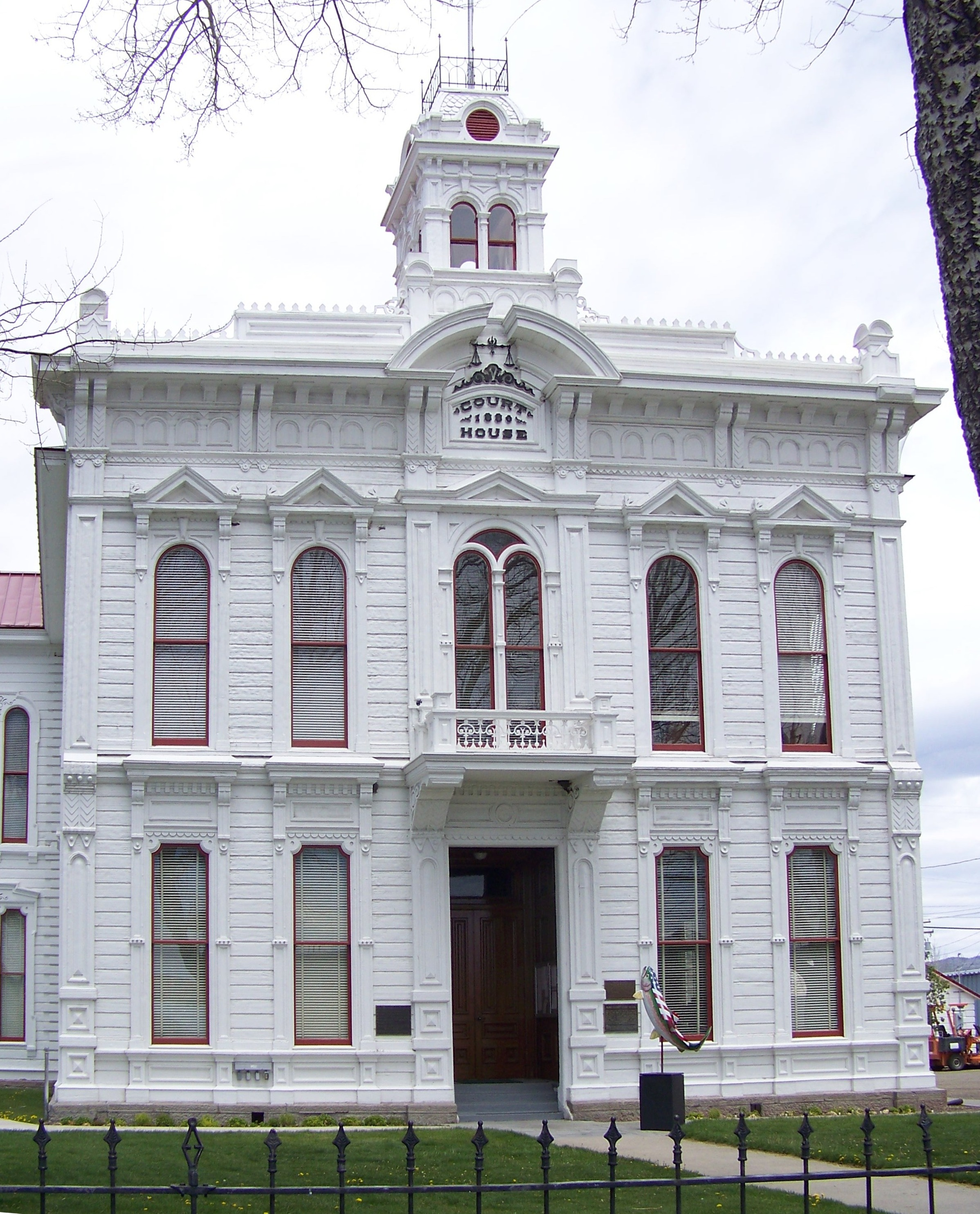
ブリッジポートにあるモノ郡庁舎

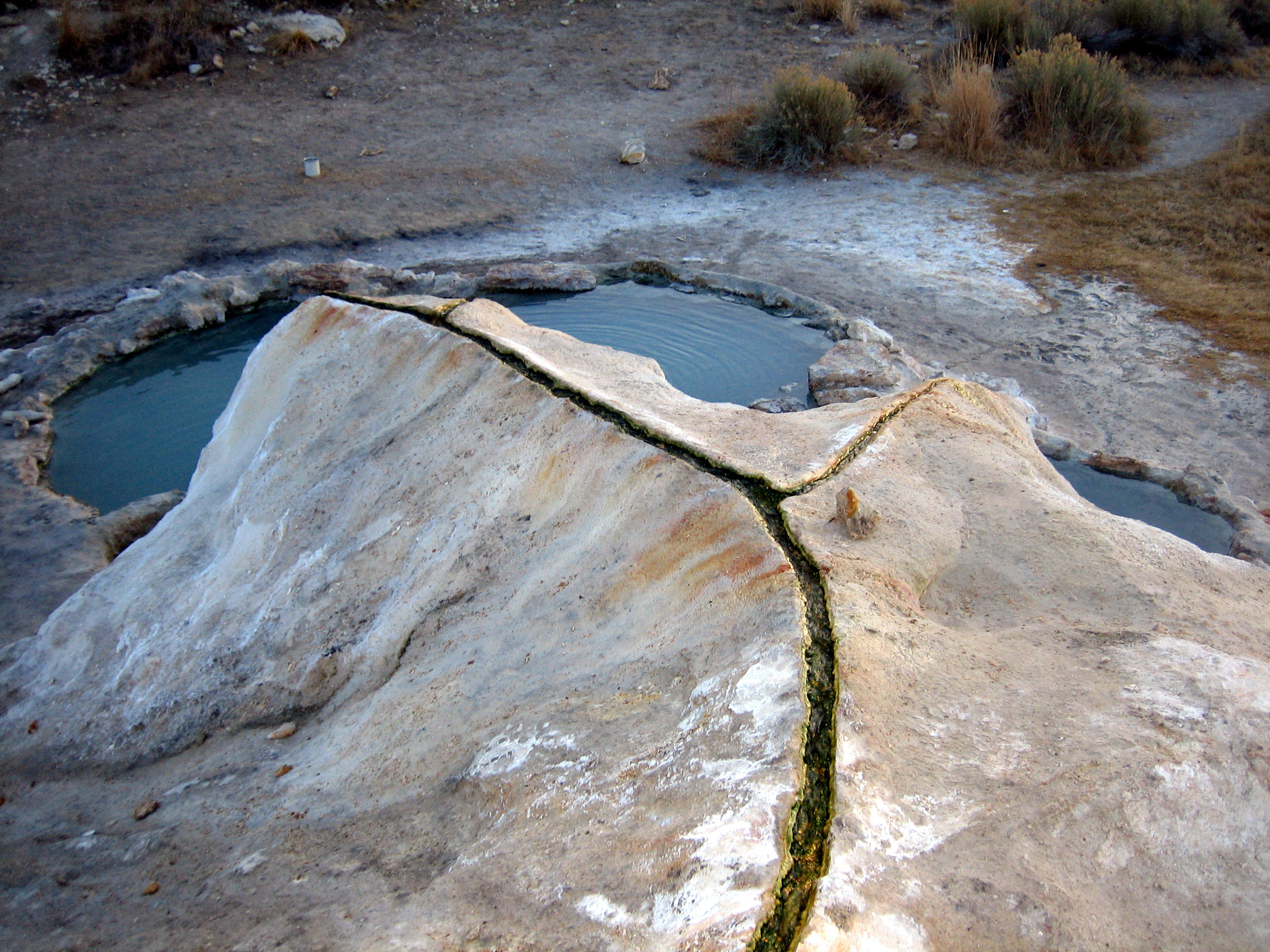
ブリッジポートの東の丘にある温泉の後ろの数千年にわたる石灰華（トラバーチン）堆積物）

ブリッジポートは北緯38度15分21秒 西経119度13分53秒 / 北緯38.25583度 西経119.23139度に位置する。最初の郵便局は1864年に開局された。郵便番号は93517であり、地域コード760の中にある。
ブリッジポートを訪れる人はブリッジポートの東の丘でカリフォルニア州でも最も良く知られた自然の温泉、トラバーチン温泉を楽しむことができる。
アメリカ海兵隊の山岳戦訓練センターが町の北約20マイル (32 km)、州道108号線沿いにある。
ブリッジポートは保存状態の良いゴーストタウン、ボディに近いことでも著名である。
ブリッジポートは元パイニーメドウズと呼ばれており、毎年数千人の観光客が訪れるが、その多くはマスの棲む水流や湖を目当てに来ている。ブリッジポート貯水池、トゥイン湖、バージニア湖、グリーンクリーク、イーストウォーカー川、ウェストウォーカー川とその他多くの水流や郊外地の湖では、世界のどこでもおなじみのニジマス、ブラウントラウトおよびカットスロートトラウトの釣りを楽しめる。
ブリッジポート魚類強化プログラムは釣りのシーズン中に2回釣りのトーナメントを開催している。
州内でも優れた独立記念日の祭りがブリッジポートで毎年開催されている。
ブリッジポートはまた、毎年開催されるEクランパス・ビトゥスの祭りも主催することがある。
ブリッジポートの郊外には世界でも有数のウィンターレクリエーションの場がある。全長500マイル (800 km) 以上のクロスカントリースキー、スノーシューズ・ハイキング、犬ぞり、スノーモービルが楽しめ、またバージニア湖道路、スウィートウォーター・レンジ、バックアイ、ボディヒルズ、サマーズメドウズなど多目的な道が町の周囲にある。郊外の多くの丘陵部はスキー回転競技や滑降競技に使うこともできる。ただし気象条件は急に変わるので注意が必要である。

## 気候
ブリッジポートはステップ気候（ケッペンの気候区分BSk）であり、寒く雪の多い冬と暑く乾燥した夏を経験する。
1月の平均最高気温は41.2°F (5.1℃) 、最低気温は8.6°F (−13.0℃) である。7月の平均最高気温は82.9°F (28.3℃)、最低気温は40.2°F (4.6℃) である。年間平均で90°F (32℃) を上回る日は5.6日、32°F (0℃) を下回る日は255.7日ある。過去最高気温は1944年7月28日の98°F (37℃)、最低気温は1916年1月31日の−36°F (−38℃) である。
年間平均降水量は9.36インチ (238 mm) であり、計測可能な降水日は平均して年間40日ある。最も雨が多かった年は1983年で19.96インチ (1,648 mm)、雨が少なかった年は1990年で3.02インチ (507 mm) だった。1ヶ月間の降水量が最も多かったのは1909年1月の23.08インチ (77 mm)、24時間雨量で最も多かったのは1963年1月31日の2.59インチ (66 mm) だった。年間平均降雪量は49.5インチ (126 cm) である。最も降雪が多かったのは1916年の174.06インチ (442 cm) であり、この年の1月だけで121.0インチ (307 cm) の降雪があった。
| ブリッジポートの気候                                            | ブリッジポートの気候 | ブリッジポートの気候 | ブリッジポートの気候 | ブリッジポートの気候 | ブリッジポートの気候 | ブリッジポートの気候 | ブリッジポートの気候 | ブリッジポートの気候 | ブリッジポートの気候 | ブリッジポートの気候 | ブリッジポートの気候 | ブリッジポートの気候 | ブリッジポートの気候 |
| 月                                                              | 1月                  | 2月                  | 3月                  | 4月                  | 5月                  | 6月                  | 7月                  | 8月                  | 9月                  | 10月                 | 11月                 | 12月                 | 年                   |
| --------------------------------------------------------------- | -------------------- | -------------------- | -------------------- | -------------------- | -------------------- | -------------------- | -------------------- | -------------------- | -------------------- | -------------------- | -------------------- | -------------------- | -------------------- |
| 最高気温記録 °C （°F）                                          | 20 (68)              | 22 (71)              | 25 (77)              | 29 (84)              | 31 (88)              | 34 (94)              | 37 (98)              | 36 (96)              | 33 (91)              | 32 (89)              | 27 (80)              | 22 (72)              | 37 (98)              |
| 平均最高気温 °C （°F）                                          | 4.7 (40.5)           | 6.4 (43.6)           | 9.4 (48.9)           | 13.4 (56.2)          | 17.6 (63.7)          | 22.8 (73.0)          | 27.4 (81.4)          | 26.9 (80.4)          | 23.2 (73.8)          | 18.1 (64.6)          | 10.7 (51.3)          | 5.6 (42.1)           | 15.53 (59.96)        |
| 平均最低気温 °C （°F）                                          | −13.3 (8.1)          | −11.4 (11.4)         | −7.4 (18.7)          | −4.9 (23.1)          | −1.2 (29.8)          | 2.4 (36.4)           | 4.6 (40.3)           | 3.8 (38.9)           | −0.4 (31.3)          | −5.2 (22.7)          | −8.8 (16.1)          | −12.6 (9.4)          | −4.53 (23.85)        |
| 最低気温記録 °C （°F）                                          | −35 (−31)            | −34 (−29)            | −32 (−26)            | −19 (−2)             | −14 (6)              | −8 (17)              | −2 (29)              | −7 (19)              | −14 (7)              | −21 (−5)             | −29 (−20)            | −35 (−31)            | −35 (−31)            |
| 降水量 mm （inch）                                              | 32.8 (1.29)          | 37.1 (1.46)          | 37.3 (1.47)          | 10.2 (0.40)          | 13.7 (0.54)          | 14.7 (.58)           | 11.4 (.45)           | 12.7 (.50)           | 12.7 (0.50)          | 8.9 (0.35)           | 20.3 (0.80)          | 25.7 (1.01)          | 239 (9.41)           |
| 降雪量 cm （inch）                                              | 22.6 (8.9)           | 28.2 (11.1)          | 14.2 (5.6)           | 4.6 (1.8)            | 3.6 (1.4)            | 0.3 (0.1)            | 0 (0)                | 0 (0)                | 0.8 (0.3)            | 1.3 (0.5)            | 5.3 (2.1)            | 17.5 (6.9)           | 98.3 (38.7)          |
| 出典：NOAA (normals: 1971-2000, records: 1948-2001) August 2010 |                      |                      |                      |                      |                      |                      |                      |                      |                      |                      |                      |                      |                      |

## 政治

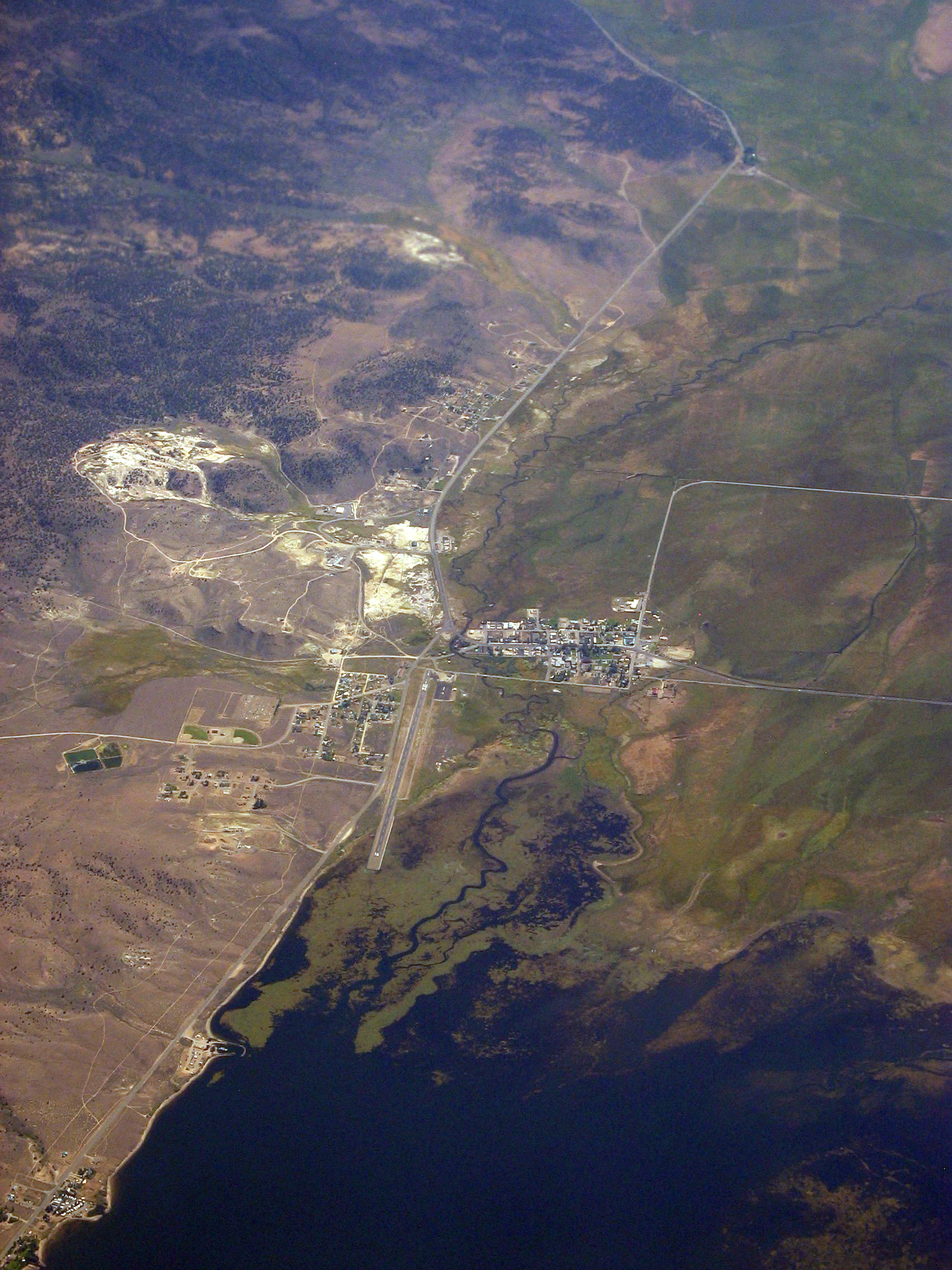
ブリッジポート貯水池とブライアント飛行場

カリフォルニア州議会では、上院の第1および下院の第25選挙区に属している。連邦議会下院ではカリフォルニア州第25選挙区に属し、クック投票動向指数では共和党+7となっている。2010年時点ですべて共和党議員が務めている。
ブリッジポートにはパイユート族インディアンのブリッジポート・コロニー本部がある。

## 教育
ブリッジポートはイースタン・シエラ統一教育学区に入っており、その本部が町の中にある。小学校1校と高校1校（リー・バイニング高校）が町の中にある。公共図書館もある

## 大衆文化の中のブリッジポート
ブリッジポートは1947年の映画『Out of the Past』の撮影現場となり、幾つかのコマが町の中で撮影された。
ジャック・ケルアックの小説『The Dharma Bums』（ダルマ行者）では小さな役割を果たしている。主人公のレイ・スミス、ジャフィ・ライダーおよびヘンリー・モーリーが近くのマッターホーン山への登山を始める場所となっている。